# Chiesa di San Carlo Borromeo (Padova)
La chiesa di San Carlo Borromeo è la parrocchiale di San Carlo, quartiere di Padova, in provincia e diocesi di Padova; fa parte del vicariato dell'Arcella.

## Storia
Alla fine degli anni trenta nella zona tra Arcella e Pontevigodarzere sorse un nuovo quartiere, chiamato San Carlo. Il vescovo Carlo Agostini decise di elevare il nuovo borgo a parrocchia e l'architetto Lorenzo Faccioli venne incaricato di progettare la parrocchiale. L'edificio fu costruito tra il 1938 ed il 1940 e consacrato nel 1949. La scelta del luogo di edificazione fu fatta percorrendo la strada a piedi tra la Stazione e Pontevigodarzere; ritornando indietro il vescovo si fermò a metà percorso, in corrispondenza del luogo dove ora sorge la Chiesa Nel 2000 vennero ultimati i lavori relativi al nuovo altare, al presbiterio e all'organo. 
Tra il 2007 e il 2008 fu ristrutturata la canonica..